# Kingston Railway Bridge
A Kingston Railway Bridge é uma ponte ferroviária em Kingston upon Thames, Londres. Cruza o Rio Tâmisa, tendo sido discutida pela primeira vez em 1860 e concluída em 1863. No entanto, em 1907, foi projetada uma nova por JW Jacomb Hood substituindo a antiga de ferro fundido projetada por JE Errington. A ponte tem cinco arcos, três dos quais abrangem o Tâmisa e um arco de cada lado se estende por terra. O cais de balsas foi construído próxima à entrada montante para o Canbury Gardens. Um esquema de paisagismo foi desenvolvido de modo a abrir a parte da beira do rio que foi fechada ao público.